# Fukushige Ryoichi
Ryoichi Fukushige (sinh ngày 30 tháng 1 năm 1971) là một cầu thủ bóng đá người Nhật Bản.

## Sự nghiệp câu lạc bộ
Ryoichi Fukushige đã từng chơi cho Kyoto Purple Sanga và Otsuka Pharmaceutical.